# Украинская рапсодия
«Украинская рапсодия» — художественный фильм режиссёра Сергея Параджанова, снятый в 1961 году. Премьера состоялась
31 декабря 1961 года. Фильм о Великой Отечественной войне. Цветной, длительностью 88 мин. Снят в Калининграде.

## Сюжет
В первые годы после Великой Отечественной войны простая украинская девушка из небольшого села на Днепре Оксана Марченко стала певицей с мировым именем, завоевав Гран-при Всемирного конкурса вокалистов. По дороге домой Оксана предавалась воспоминаниям о своём любимом Антоне, с которым её разлучила война, и который, по мнению девушки, погиб. Но Антон оказался жив. Он попал в плен, будучи раненым, а потом сбежал из-под конвоя и спрятался в маленьком немецком городке у ненавидевшего фашизм органиста Вайнера. После прихода американских войск Антон был помещён в тюрьму — до выполнения «некоторых формальностей»… И вот произошла встреча Антона и Оксаны на перроне вокзала.

## Съёмочная группа
- Автор сценария: Александр Левада.
- Режиссёр-постановщик: Сергей Параджанов.
- Оператор: Иван Шеккер.
- Композитор: Платон Майборода.
- Звукооператоры: Нина Авраменко, София Сергиенко.

- Режиссёр: А. Бочаров
- Монтажёр: Мария Пономаренко.
- Режиссёр-стажёр: Г. Гончаренко.
- Художник-декоратор: Михаил Раковский.
- Художник-костюмер: Н. Браун.
- Художник-гримёр: Е. Шайнер.
- Оператор комбинированных съёмок: Т. Чернышова.
- Художник комбинированных съёмок: В. Дубровский.
- Автор текста песен: Николай Нагнибеда.
- Редактор: Н. Лучина.
- Дирижёр: В. Тольба.
- Директора картины: Б. Глазман, П. Дедов.

## В ролях
- Ольга Петренко — Оксана (поёт Евгения Мирошниченко).
- Эдуард Кошман — Антон.
- Юрий Гуляев — Вадим.
- Наталия Ужвий — Надежда Петровна.
- Александр Гай — Вайнер.
- Валерий Виттер — Руди.
- Степан Шкурат.
- Сергей Петров — председатель жюри[источник?].
- Н. Слободян.
- А. Поспелов.
- О. Ножкина.
- Дмитрий Капка
- Екатерина Литвиненко
- В. Грудинин.
- Ю. Сарычев.
- И. Куликов.
- Константин Степанков
- Светлана Коновалова
- В. Белый.
- Е. Коваленко.

## Производство и выход на экраны
Киноповесть «Украинская рапсодия» была снята в 1961 году на Киевской киностудии им. А. П. Довженко. Её лента состояла из 9 частей общей длиной 2425 метров. Выход на экраны состоялся 25 сентября 1961 года.